# یواس‌اس ناکس (ای‌پی‌ای-۴۶)
یواس‌اس ناکس (ای‌پی‌ای-۴۶) (به انگلیسی: USS Knox (APA-46)) یک کشتی بود که طول آن ۴۹۲ فوت (۱۵۰ متر) بود. این کشتی در سال ۱۹۴۳ ساخته شد.